# Brown Bess
Brown Bess é um apelido de origem incerta para o Mosquete Land Pattern e seus derivados, usados pelo exército britânico. Esse mosquete de pederneira foi usado na época da expansão do Império Britânico e adquiriu importância simbólica, pelo menos, tão importante quanto a sua importância física. 
Ele permaneceu em uso por mais de cem anos, com muitas mudanças incrementais no seu design. Estas versões incluem o "Long Land Pattern", o "Short Land Pattern", o "India Pattern", o "New Land Pattern Musket", o "Sea Service Musket" e outros.

## Histórico
O mosquete Long Land Pattern e seus derivados, todos os mosquetes de pederneira de calibre 0,75 polegadas, foram as armas longas padrão das forças terrestres do Império Britânico de 1722 a 1838, quando foram substituídos por outro mosquete com cano de alma lisa porém de espoleta de percussão. O "British Ordnance System" converteu muitos mosquetes de pederneira para percussão, criando a variante conhecida como "Pattern 1839 Musket". Um incêndio em 1841 na Torre de Londres destruiu muitos mosquetes antes que pudessem ser convertidos. Ainda assim, o Brown Bess' prestou serviço até meados do século XIX.
A maioria dos cidadãos do sexo masculino das Treze Colônias da América Britânica eram obrigados por lei a possuir armas e munições para o serviço da milícia. O Long Land Pattern foi uma arma de fogo comum em uso por ambos os lados na Guerra de Independência dos EUA.
Em 1808, durante as Guerras Napoleônicas, o Reino Unido subsidiou a Suécia (durante o período Suécia-Finlândia) de várias maneiras, pois o governo britânico desejava manter um aliado na região do Mar Báltico. Isso incluiu entregas de um número significativo de mosquetes Brown Bess para uso na Guerra Finlandesa de 1808 a 1809.
Durante as Guerras dos Mosquetes (1820-1830), os guerreiros Māori usavam Brown Besses comprados de comerciantes europeus na época. Alguns mosquetes foram vendidos ao Exército Mexicano, que os usou durante a Revolução do Texas de 1836 e a Guerra Mexicano-Americana de 1846 a 1848. O Brown Bess prestou serviço na Primeira Guerra do Ópio e durante a Rebelião Indiana de 1857. Guerreiros Zulu, que também os tinham comprado de comerciantes europeus, os usaram durante a Guerra Anglo-Zulu em 1879. Um deles foi usado até mesmo na Batalha de Shiloh em 1862, durante a Guerra Civil Americana.

## Variações
Muitas variações e modificações do mosquete pattern foram feitas ao longo da história. As primeiras versões foram a Long Land Pattern de 1722, tinha um comprimento de 160 centímetros (63,0 polegadas) (sem a baioneta) e um cano de 120 centímetros (47,2 polegadas). Descobriu-se mais tarde que encurtar o cano não prejudicaria a precisão, e ainda facilitava o manuseio, dando origem à Militia (ou Marine) Pattern de 1756 e a Short Land Pattern de 1768, ambas possuindo um cano de 110 centímetros (43,3 polegadas). Outra versão com cano de 99 centímetros (39,0 polegadas) foi o primeiro fabricado para a Companhia das Índias Orientais, e eventualmente adotado pelo Exército Britânico em 1790 como a India Pattern.
Antes do final da vida da arma, ela teve uma mudança no sistema de ignição. O mecanismo de pederneira, que era propenso a falhas, especialmente em tempo chuvoso e úmido, foi substituído pelo sistema de percussão mais confiável. O último modelo de pederneira fabricado foi selecionado para ser atualizado para o novo sistema de percussão, e lançado como Pattern 1839. Um incêndio na Torre de Londres destruiu um grande estoque delas em 1841, então um novo Mosquete Pattern 1842 foi fabricado. Estes permanecendo em serviço até o início da Guerra da Crimeia quando eles foram substituídos pelos fuzis mosquetes Minié e o P53 Enfield.
| Modelo                          | Imagem | Serviço | Comprimento do cano | Comprimento total  | Peso              |
| ------------------------------- | --- | --- | ------------------- | ------------------ | ----------------- |
| Long Land Pattern               | | 1722-93 Mosquete padrão de infantaria 1722-68 (suplantado pelo Short Land Pattern a partir de 1768) | 120 cm (47,2 in)    | 159 cm (62,6 in)   | 4,7 kg (10,4 lb)  |
| Short Land Pattern              | | 1740-97 1740 (Dragões) 1768 (Infantaria) Mosquete padrão de infantaria 1793-97 | 110 cm (43,3 in)    | 149 cm (58,7 in)   | 4,8 kg (10,6 lb)  |
| India Pattern                   | | 1797-1854 Mosquete padrão de infantaria 1797-1854 (Alguns em uso pre-1797 foram comprados pela Companhia das Índias Orientais para uso no Egito) | 99 cm (39,0 in)     | 140,3 cm (55,2 in) | 4,39 kg (9,68 lb) |
| New Land Pattern                | | 1802-54 Distribuídos somente para os "Foot Guards" e o 4º Regimento de Pé | 99 cm (39,0 in)     | 141 cm (55,5 in)   | 4,56 kg (10,1 lb) |
| New Light Infantry Land Pattern | Os detalhes deste mosquete e o do New Land Pattern tem um dispositivo de gatilho parecido com o do Rifle Baker exceto mais arredondados, um cano mais achatado e um entalhe na mira traseira, a alça da baioneta era usada como mira posterior. | 1811-54 Distribuídos somente para os 43º, 51º, 52º, 68º, 71º e 85º Regimentos de Infantaria Leve e os batalhões do 60º Foot não armados com fuzis | 99 cm (39,0 in)     | 141 cm (55,5 in)   | 4,56 kg (10,1 lb) |
| Cavalry Carbine                 | | 1796-1838 Distribuídos para unidades de cavalaria | 66 cm (26,0 in)     | 108 cm (42,5 in)   | 3,34 kg (7,36 lb) |
| Sea Service Pattern             | | 1778-1854 · Distribuídos para os navios da Marinha Real Britânica, desenhado para os homens conforme necessário, os Marines usaram armas Sea Service quando foram implantadas como parte da companhia de navios, mas foram distribuídas as India Pattern quando estavam em terra. | 94 cm (37,0 in)     | 136 cm (53,5 in)   | 4,08 kg (8,99 lb) |